# Joseph Bernardo
Joseph (Jo) Bernardo Garcia Rodriguez Marinelli (Algiers, 31 mei 1929 – 6 december 2023) was een Frans zwemmer. Hij nam deel aan twee edities van de Olympische Zomerspelen: Londen 1948 en Helsinki 1952.

## Biografie

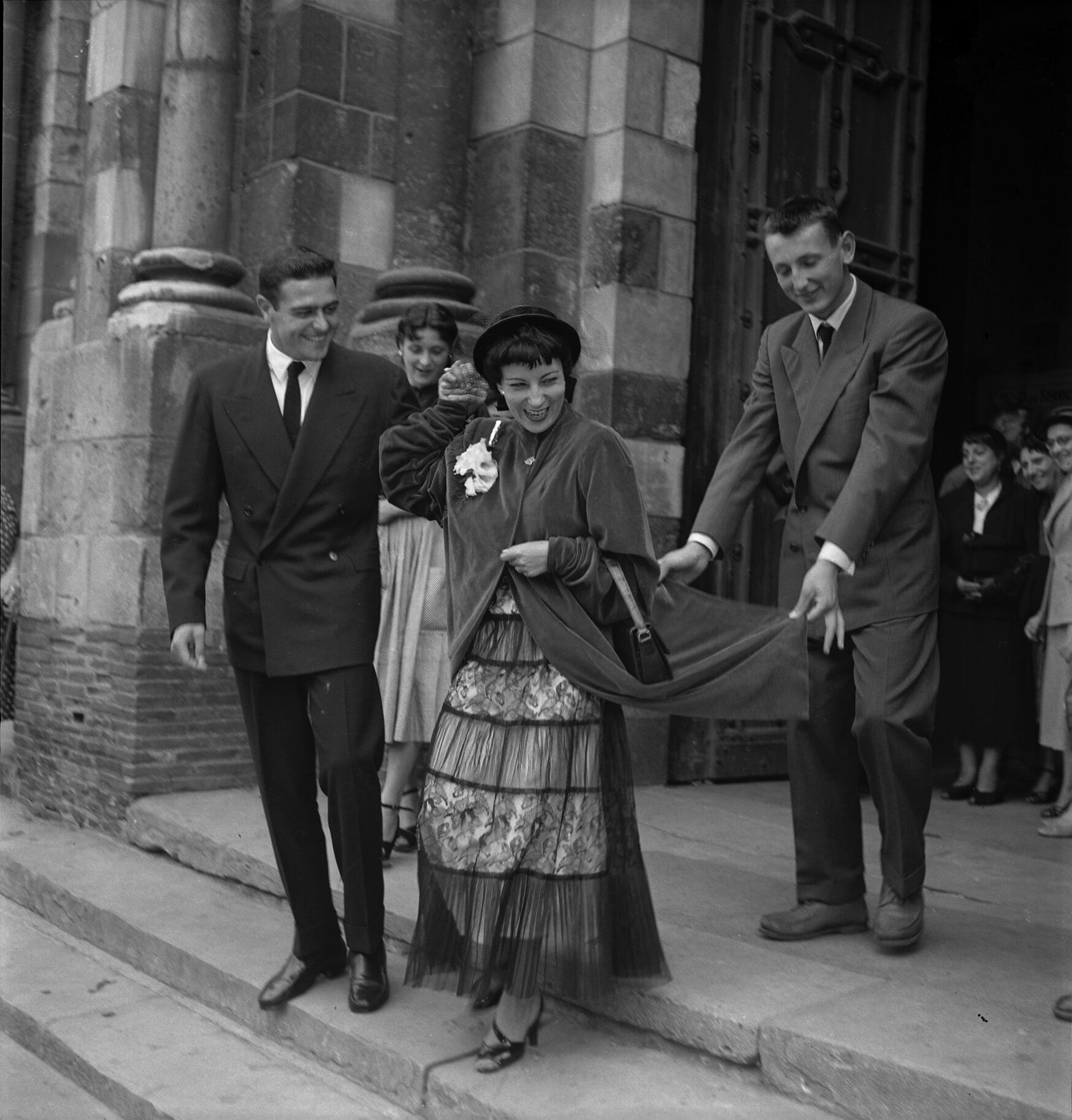
Bernardo (links) huwde op 4 september 1952 met Simone Turck, met rechts zijn 'rivaal' Jean Boiteux

Bernardo werd geboren in Algiers (Algerije), destijds behorend bij Frans-Algerije. Net als zijn tweelingbroer Bernard ging Joseph zich bekwamen in het zwemmen. Bernard richtte zich op de schoolslag, Joseph op de vrije slag. Bij zijn deelname, in 1948, aan de Olympische Zomerspelen in Londen won Joseph Bernardo voor Frankrijk (met Henri Padou, René Cornu en Alexandre Jany) voor het eerst de bronzen medaille op de 4x200 meter vrije slag-estafette. Individueel geraakte hij op de 400 meter en 1500 meter vrije slag niet door de heats. Bernardo verbeterde in juli 1949 bij wedstrijden in Casablanca, toen nog Frans-Marokko, twee Franse records op de 800 en 1500 meter vrije slag. Enkele dagen later won hij in de Franse hoofdstad Parijs zijn eerste nationale titel op de 1500 meter, zijn favoriete afstand.
Op de Europese kampioenschappen van 1950 bemachtigde Bernardo - naast het zilver op de 4x200 meter estafette - de bronzen medaille op de 1500 meter, achter zijn landgenoot Jean Boiteux. Het jaar erop werd hij lid van Boiteux' zwemvereniging in Toulouse, waarna de twee zowel 'rivalen' als beste vrienden werden. Ze verbraken op 2 augustus 1951 met Alexandre Jany en Willy Blioch het wereldrecord op de 4x200 meter vrije slag. Op de Middellandse Zeespelen, vlak erna, won Bernardo individueel twee keer zilver en met het team goud.
De Olympische Zomerspelen in Helsinki (1952) bleken zijn laatste Spelen. Hij veroverde hier voor Frankrijk (met Jany, Boiteux en Aldo Eminente) wederom de bronzen medaille op de estafette. Hoewel Bernardo zich op de 400 meter vrije slag niet wist te kwalificeren voor de finale, lukte dit Boiteux wel en werd hij zelfs olympisch kampioen op deze afstand. Nog nagenietend van de gouden medaille bereikte Boiteux met zijn negende tijd net niet de finale op de 1500 meter vrije slag, terwijl de acht besten - onder wie Bernardo, voor wie dit zijn beste afstand was - zich plaatsten voor de finale. Die laatste bood zijn vriend aan voor hem zijn plaats op te geven, maar Boiteux weigerde. Bernardo was in de finale op weg naar een individuele zilveren medaille, al zakte hij de laatste honderd meter in en eindigde uiteindelijk als vijfde. Boiteux ontbrak in 1953 bij de NK, waarna Bernardo dat jaar voor het eerst goud won op de 400 meter.
Op 4 september 1952 huwde Bernardo, in aanwezigheid van Boiteux, met actrice Simone Turck.
Hij overleed op 94-jarige leeftijd.

## Erelijst
- Olympische Zomerspelen: 2x
- Europese kampioenschappen: 1x , 1x
- Middellandse Zeespelen: 1x , 2x